# Ivan Woods
Pour les articles homonymes, voir Woods.
Ivan Woods, né le 31 décembre 1976 à Toronto au Canada, est un footballeur international maltais. Il évolue au poste d'attaquant au Sliema Wanderers.

## Biographie

### Club
Après des débuts au Valletta FC avec qui il est champion de Malte en 1997 et 1998, il joue notamment au Pietà Hotspurs, à Sliema Wanderers, où il est de nouveau champion en 2005, et à Floriana FC. Il est actuellement sous contrat avec Sliema Wanderers.

### Sélection
Ivan Woods est convoqué pour la première fois par le sélectionneur national Sigfried Held pour un match amical face à la Pologne le 11 décembre 2003 (défaite 4-0). Le 17 août 2005, il marque son seul but en équipe de Malte lors d'un match amical face à l'Irlande du Nord (1-1).
Il compte 47 sélections et 1 but avec l'équipe de Malte entre 2003 et 2011.

## Palmarès
- Valletta FC :
  - champion de Malte en 1997 et 1998
  - vainqueur de la Coupe de Malte en 1995, 1996 et 1997
  - vainqueur de la Supercoupe de Malte en 1995, 1997 et 1998.

- Sliema Wanderers :
  - champion de Malte en 2005
  - vainqueur de la Coupe de Malte en 2009
  - vainqueur de la Supercoupe de Malte en 2009.

- Floriana :
  - vainqueur de la Coupe de Malte en 2011.

## Statistiques

### Buts en sélection
Le tableau suivant liste tous les buts inscrits par Ivan Woods avec l'équipe de Malte.